# 瑟格尔
瑟格尔是德国下萨克森州的一个市镇。总面积55.26平方公里，总人口7286人，其中男性3804人，女性3482人（2011年12月31日），人口密度132人/平方公里。